# Live at Last (Anastacia-DVD)
A Live at Last Anastacia amerikai énekesnő második DVD-je és első koncert-DVD-je. 2006. március 27-én jelent meg, a felvételek Anastacia Live at Last turnéján készültek 2004. október 24-én a berlini Velodromban és október 26-án a müncheni Olympiahalléban. A két DVD-ből álló kiadvány első lemezén a koncert szerepel, a másodikon az énekesnő négy legújabb videóklipje és öt dalának új videóklipváltozata. A DVD-n nem szerepel a One Day In Your Life című dal, annak ellenére, hogy az énekesnő minden koncerten előadta, a közönséggel együtt énekelve.

## Tartalma
1. lemez – A koncert
1. Opening Sequence
2. Intro
3. Seasons Change
4. Why’d You Lie to Me
5. Sick and Tired
6. Secrets
7. Not That Kind
8. Funky Band Breakdown
9. Freak of Nature
10. Ballet Interlude
11. Black Roses
12. You’ll Never Be Alone
13. Heavy on My Heart
14. Welcome to My Truth
15. Underground Army
16. Who’s Gonna Stop the Rain
17. Overdue Goodbye
18. Time
19. Left Outside Alone
20. I Do
21. Make a Difference Exit
22. Paid My Dues
23. I’m Outta Love

2. lemez – Bónuszanyagok
- Dokumentumfilm a turnéról – 1:00:03
- Koncertvideók:

1. Seasons Change – 4:17
2. Rearview – 4:12
3. Underground Army – 4:22
4. Time (Video Remix) – 2:34
5. I Do – 3:30

- Videóklipek:

1. Everything Burns (videóklip) (featuring Ben Moody) – 3:38
2. Left Outside Alone (videóklip, amerikai változat) – 4:17
3. Pieces of a Dream (videóklip) – 4:03
4. I Belong to You (Il ritmo della passione) (featuring Eros Ramazzotti) – 4:24

## Helyezések
| Slágerlista (2006)            | Legmagasabb helyezés |
| ----------------------------- | -------------------- |
| Ausztrál Top 40 zenei DVD     | 33                   |
| Belga zenei DVD Top 10        | 2                    |
| Brit zenei DVD-slágerlista    | 4                    |
| Dán zenei DVD Top 10          | 5                    |
| Finn zenei DVD-slágerlista    | 1                    |
| Francia zenei DVD-slágerlista | 8                    |
| Görög zenei DVD-slágerlista   | 5                    |
| Holland zenei DVD Top 10      | 1                    |
| Magyar zenei DVD-slágerlista  | 3                    |
| Német zenei DVD Top 20        | 1                    |
| Olasz zenei DVD Top 20        | 1                    |
| Osztrák Top 10 DVD-toplista   | 1                    |
| Portugál zenei DVD Top 30     | 3                    |
| Spanyol zenei DVD Top 10      | 3                    |